# Anydrophila grisea
Anydrophila grisea là một loài bướm đêm trong họ Noctuidae.